# Quaderni Rossi
Quaderni Rossi va ser una revista operaista d'esquerra italiana existent del 1961 al 1966 fundada per un grup d'«heretges» d'esquerres, inclosos Raniero Panzieri i Mario Tronti.

## Història
La revista va tenir una importància fonamental per a la formació político-cultural de l'anomenada nova esquerra a Itàlia. Entre el 1961 i el 1965 van sortir sis números, el sisè després de la mort de Panzieri. La revista estava dedicada a l'anàlisi i l'estudi marxista. Mario Tronti, Alberto Asor Rosa, Massimo Cacciari i altres van sortir del grup original el 1963 per fundar la revista Classe operaia (en la qual també van col·laborar Toni Negri i Gaspare De Caro). El plantejament de Classe operaia era més operatiu i concret.
A Quaderni Rossi es van tractar els principals problemes d'interès polític mitjançant una tasca de «recerca simultània» entre treballadors i intel·lectuals. Així, doncs, les principals qüestions van ser les relacionades amb la lluita de classes de la fàbrica i l'organització del treball capitalista, temes clàssics de l'esquerra però desenvolupats amb una perspectiva moderna, diferent i alternativa en comparació amb la tradicional del sindicat, i emmarcada en les noves condicions que van sorgir amb la formació del govern de centreesquerra i amb les expectatives que se'n derivaven. Hi paregueren noves opinions combatives, com la publicada el 1963, que va veure les vagues salvatges com una forma adequada de respondre al pla de modernització neocapitalista: la lluita obrera suposa un perill per als capitalistes, però no creuen que puguin eliminar-la, el seu objectiu es limita a canalitzar la lluita obrera de certes maneres i dintre de certs límits previsibles. No volen eliminar les vagues, sinó lligar-les «en dates fixades», per exemple a la renovació periòdica del contracte de treball i, per tant, les fan previsibles i quantificables i no incidents en el procés de desenvolupament. Els treballadors, en canvi, volen participar en la gestió de l'empresa i no ser un objecte passiu a la seva disponibilitat, volen sentir-se com una classe, per aconseguir poder davant de l'empresa.
Entre el 1961 i el 1967 van néixer un gran nombre de revistes diferents, algunes de les quals van tenir una importància considerable. Els principals temes del moviment obrer hi són tractats i difosos de manera independent i, sovint, en controvèrsia amb partits i sindicats, com ara les condicions de treball a les fàbriques i les llibertats sindicals, però també problemes d'interès polític general, com ara la Ruptura sinosoviètica, la revolució cultural proletària, la guerra de guerrilles a Amèrica Llatina, la Guerra del Vietnam, el moviment de les Panteres Negres als Estats Units, la Nova Esquerra, etc.
Quaderni Rossi i la resta de revistes derivades van preparar les bases teòriques per al moviment social estudiantil de 1968 i el moviment obrer de la tardor de 1969. El 1970 van ser reimpreses per Dario Lanzardo en 8 volums de l'editorial Sapere.

## Títols dels números deQuaderni Rossi
1. Lotte operaie nello sviluppo capitalistico
2. La fabbrica e la società
3. Piano capitalistico e classe operaia
4. Produzione, consumi e lotta di classe
5. Intervento socialista nella lotta operaia
6. Movimento operaio e autonomia nella lotta di classe